# Anton von Aretin (Politiker)
Anton Freiherr von Aretin (* 15. August 1918 in München; † 12. Juni 1981 in Aldersbach, Niederbayern) war ein deutscher Politiker der Bayernpartei (BP).

## Leben und Wirken
Von Aretin entstammte der Familie Aretin und war ein Sohn des Chefredakteurs der seinerzeit prägenden Lokalzeitung Münchner Neueste Nachrichten, Erwein Freiherr von Aretin (1887–1952) und der Gräfin Maria Anna von Belcredi (1888–1968). Er hatte noch drei jüngere Brüder: Sebastian (1921–1945), den Historiker Karl Otmar (1923–2014) und den Jesuiten Richard (1926–2006). Er war Cousin von Annette von Aretin sowie ein Ururgroßneffe des bekannten bayerischen Historikers und Bibliothekars Johann Christoph Freiherr von Aretin.
Nach dem Abitur auf dem Wilhelmsgymnasium in München studierte er Jura in München und Prag. Von 1941 bis 1946 befand er sich im Exil in Island.
Im Jahr 1946 wurde er zunächst Mitglied der CSU. Im Frühsommer 1947 wechselte er mit Anton Donhauser und weiteren Mitgliedern und Funktionären, die darüber enttäuscht waren, dass sich der Schäffer-Hundhammer-Flügel mit seinen genuinen bayerisch-staatspolitischen Vorstellungen nicht hatte durchsetzen können, zur Bayernpartei. Noch im selben Jahr wurde er Bezirksvorsitzender der Bayernpartei in Niederbayern.
Aretin war 1949 bis 1953 Mitglied des Deutschen Bundestages. Dort vertrat er die Bayernpartei, die am 14. Dezember 1951 mit der Zentrumspartei eine Fraktionsgemeinschaft unter dem Namen Föderalistische Union (FU) einging. Dem Bayerischen Landtag gehörte er 1950 bis zum 2. Mai 1951 an. Er vertrat den Wahlkreis Vilshofen.
Ab 1954 arbeitete er bis zu seinem plötzlichen Tod für die Brauerei Aldersbach und trug maßgeblich zu deren Erfolg bei. Im Jahre 1969 heiratete er die Österreicherin Johanna Colloredo-Mansfeld (1923–2010).